# General Electric

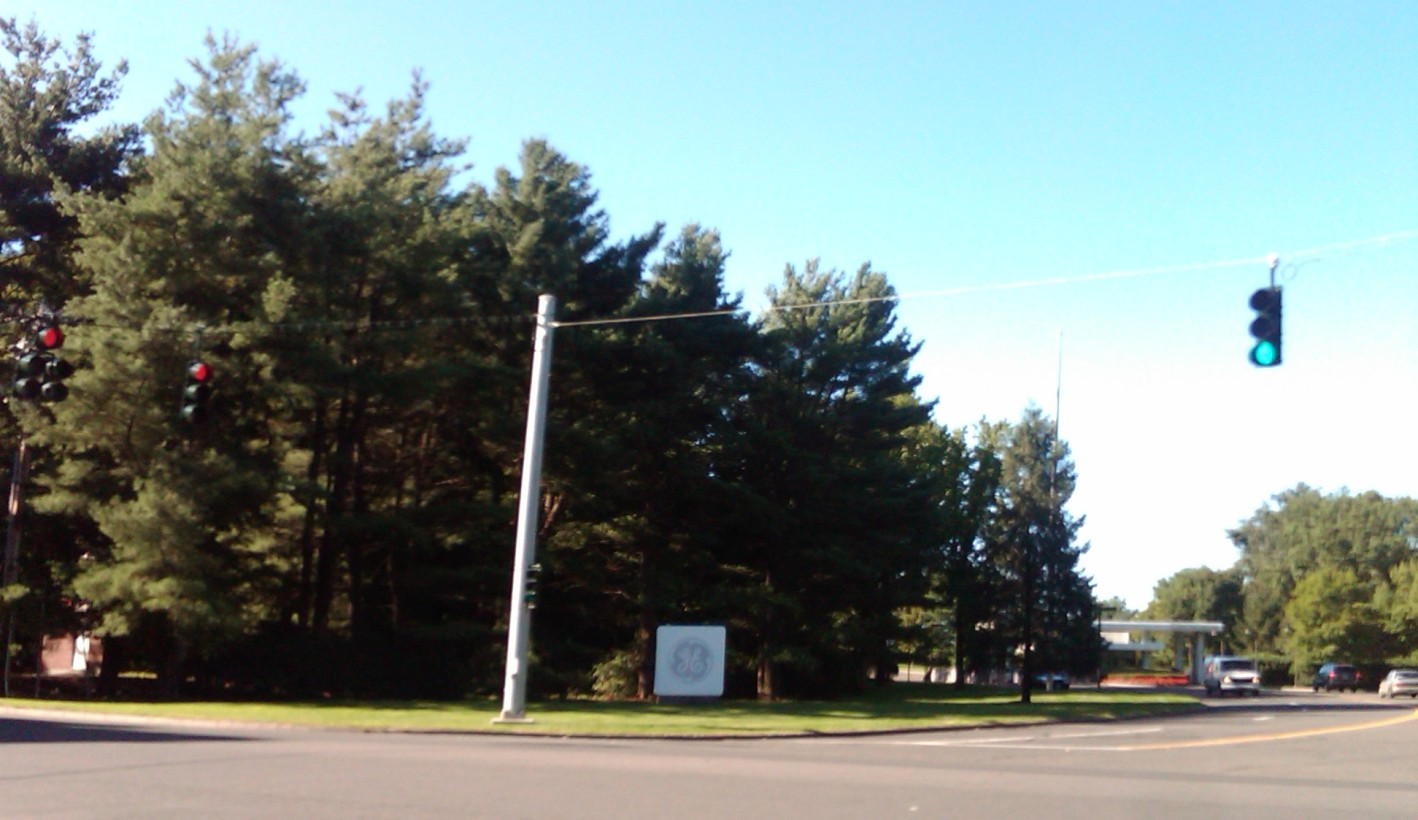
Cổng vào trụ sở GE ở Fairfield, Connecticut

Công ty General Electric (mã trên Sở giao dịch chứng khoán New York: GE), hoặc GE, là một công ty tập đoàn đa quốc gia Mỹ thành lập ở Schenectady, New York và trụ sở chính tại Fairfield, Connecticut, Hoa Kỳ. Công ty hoạt động thông qua bốn phân đoạn: Năng lượng, Công nghệ, Cơ sở hạ tầng, vốn Tài chính và tiêu dùng công nghiệp.
GE phát triển từ một công ty nhỏ, thành lập từ cuối thế kỷ 19 với thu nhập cả năm 2004 lên đến 152,4 tỷ đô la. Năm 2011, tạp chí Fortune xếp hạng GE là công ty lớn thứ 6 ở Mỹ, cũng như lợi nhuận cao thứ 14. Bảng xếp hạng khác cho năm 2011 bao gồm 7 công ty cho các nhà lãnh đạo (Tạp chí Fortune), thương hiệu thứ 5 toàn cầu (Interbrand), công ty xanh thứ 82 (Newsweek), công ty được ngưỡng mộ thứ 13 (Tạp chí Fortune), và # 19 công ty sáng tạo thứ 19 (Fast Company). Xếp hạng khác: tạp chí Chief Executive xếp thứ 3 trong 20 công ty hàng đầu, tạp chí Working Mothers bình chọn là một trong những công ty quản lý tốt nhất, và tạp chí Business Week cũng đánh giá GE là thương hiệu có giá trị thứ 4 trên toàn thế giới.
Sản phẩm đầu tiên của GE là chiếc quạt điện năm 1890. Tiếp sau đó, năm 1907 xuất hiện một loạt những thiết bị nấu nướng, sưởi ấm. Hưởng ứng lời kêu gọi của chính phủ Mỹ, năm 1917, bộ phận không quân của GE được thành lập, với mục đích tìm kiếm một công ty đi tiên phong về công nghệ cho ngành hàng không còn non kém của Mỹ, cụ thể chính là người đỡ đầu cho động cơ máy bay đầu tiên.